# روبرت إليس زلبرشتاين
روبرت إليس زلبرشتاين (بالإنجليزية: Robert Ellis Silberstein)‏ هو مدير تنفيذي موسيقي ‏ أمريكي، ولد في 1943 في Elberon, New Jersey ‏ في الولايات المتحدة.